# Mónica Jaramillo
Mónica Patricia Jaramillo Giraldo (sinh ngày 30 tháng 9 năm 1984 tại Marinilla, Antioquia) thường gọi với cái tên đơn giản là Mónica Jaramillo là một nhà báo, người dẫn chương trình tin tức, người mẫu và cựu thí sinh sắc đẹp người Colombia.

## Tiểu sử
Cha mẹ cô là Hernando Jaramillo và Nora Giraldo, ngoài cô họ còn có hai con trai Juan Fernando và Adriana.  Mónica học tại Đại học Pontifical Bolivarian, và học chuyên về truyền thông xã hội và báo chí. Sau đó, cô hoàn thành bằng thạc sĩ về Khoa học Chính trị tại Đại học Los Andes vào năm 2013.

## Cuộc sống cá nhân
Mónica kết hôn với Luis Eduardo Valencia, con trai của Fabio Valencia Cossio. Họ có một đứa con trai tên là Joaquín sinh ngày 4 tháng 5 năm 2016. Mónica bị ảnh hưởng bởi người bạn cùng lớp, Jorge Alfredo Vargas và cựu giám đốc CNN en Español Claudia Palacios, cũng như nhà hoạt động Pakistan Malala Yousafzai. Cô được tôn vinh bởi chính phủ Brazil, trao huy chương Xuất chúng Rio Branco, với việc tham gia trong buổi lễ postume cho nhóm Chapecoense ở Medellin.

## Nghề nghiệp
Jaramillo tham gia cuộc thi Hoa hậu Colombia 2003 trong tư cách là thí sinh của bang Antioquia. Trong đêm chung kết, cô đạt danh hiệu Primera (Á hậu), xếp sau Jeymmy Vargas và Catherine Daza (Á hậu 1). Sau đó vào năm 2004, cô thi đấu trong cuộc thi sắc đẹp quốc tế Reina Sudamericana, ở Bolivia, cuộc thi mà cô được trao danh hiệu Virreina và cũng giành chiến thắng trong cuộc thi Reina Bolivariana, ở Guayaquil, Ecuador.